# Strage di Reggio Emilia
(Fausto Amodei, Per i morti di Reggio Emilia)
La strage di Reggio Emilia avvenne il 7 luglio 1960 durante una manifestazione sindacale nel centro della città, dove le forze dell'ordine uccisero cinque civili inermi, tutti operai iscritti al PCI: Lauro Farioli, Ovidio Franchi, Emilio Reverberi, Marino Serri e Afro Tondelli, poi detti “i morti di Reggio Emilia”.

## Contesto storico

Un momento degli scontri avvenuti a Genova

La strage fu l'apice di un periodo di alta tensione in tutta l'Italia, in cui avvennero scontri con la polizia. I fatti scatenanti furono la formazione del governo Tambroni, monocolore democristiano con il determinante appoggio esterno del MSI, e l'avallo della scelta di Genova (città partigiana, medaglia d'oro della Resistenza) come sede del congresso del partito missino. Le reazioni d'indignazione furono molteplici e la tensione in tutto il paese provocò una grande mobilitazione popolare.
L'allora Presidente del Consiglio, Fernando Tambroni, diede libertà di aprire il fuoco in "situazioni di emergenza" e alla fine di quelle settimane drammatiche si contarono undici morti e centinaia di feriti. Queste drammatiche conseguenze avrebbero costretto alle dimissioni il governo Tambroni.

## Fatti
La sera del 6 luglio la Camera Confederale del Lavoro di Reggio proclamò per l'indomani, giovedì 7, uno sciopero generale provinciale dalle 12 alle 24 «in seguito ai gravi fatti avvenuti a Licata e a Roma». Era previsto un comizio nella centrale Sala Verdi (ridotto del teatro Ariosto) perché la Prefettura lo aveva proibìto all'aperto, negando anche la possibilità di usare altoparlanti per diffondere all'esterno, su piazza della Libertà (oggi piazza della Vittoria), quello autorizzato. 
L'indomani il corteo di protesta era composto da circa 20.000 manifestanti. Un gruppo di circa 300 operai delle Officine Meccaniche Reggiane decise quindi di raccogliersi davanti al monumento ai Caduti, cantando canzoni di lotta.
Alle 16:45 una carica di un reparto di 350 poliziotti, al comando del vicequestore Giulio Cafari Panico, investì la manifestazione pacifica. Anche i carabinieri, al comando del tenente colonnello Giudici, parteciparono alla carica entrando in piazza dal lato opposto. Sorpresi e incalzati dai caroselli delle camionette, dai getti d'acqua e dai lacrimogeni, gli scioperanti cercarono rifugio nel vicino isolato San Rocco, tentando di proteggersi dietro ogni sorta di oggetto trovato, seggiole, assi di legno, tavoli dei bar e rispondendo alle cariche con lancio di oggetti.
Respinte dalla disperata resistenza dei manifestanti, le forze dell'ordine impugnarono le armi da fuoco e cominciarono a sparare ad altezza d'uomo. 
Secondo alcune testimonianze, invece, gli spari iniziarono prima di qualsiasi gesto offensivo da parte dei manifestanti.
Cinque persone rimasero uccise, sul posto o spirando poco dopo in ospedale:
- Lauro Farioli (1938), operaio di 22 anni, orfano di padre, sposato e padre di un bambino;
- Ovidio Franchi (1941), operaio di 19 anni, il più giovane dei caduti;
- Marino Serri (1919), operaio[3] di 41 anni, ex-partigiano della 76ª SAP, sposato e padre di due bambini;
- Afro Tondelli (1924), operaio di 36 anni, ex-partigiano della 76ª SAP, è il quinto di otto fratelli;
- Emilio Reverberi (1921), operaio di 39 anni, ex-partigiano nella 144ª Brigata Garibaldi (commissario politico distaccamento "Amendola"), sposato, con due figli.

Furono sparati 182 colpi di mitra, 14 di moschetto e 39 di pistola, e una guardia di PS dichiarò di aver perduto 7 colpi di pistola.
Alla fine risultarono crivellati tutti gli edifici che danno sulle due piazze attigue (in pratica un'unica area a “L” all’epoca denominata “piazza della Libertà” nel lato lungo, e “piazza Cavour” nel corto), così come molte vetrine di negozi.
Oltre ai cinque morti si contarono 21 feriti da arma da fuoco: sedici ricoverati in ospedale con prognosi di varia durata, cinque medicati e dimessi. Risulta inoltre che altri feriti non si siano presentati in ospedale allo scopo di non farsi identificare.  Fra le forze dell'ordine ci furono cinque contusi. 
Nel corso della giornata vennero inoltre effettuati 23 arresti, e decine di persone furono denunciate.
Fra le tante drammatiche testimonianze, terrificante quella di Guido Soragni: « [...] un poliziotto, arrivato di corsa, sparò una raffica a bruciapelo contro un ferito, che morì sul colpo. L'altro ferito, mentre cercava di soccorrere il caduto, venne raggiunto da una raffica di mitra sparata sempre dallo stesso poliziotto... »
Della sparatoria esiste anche una straordinaria quanto casuale documentazione sonora, incisa da un commesso che aveva portato in negozio un magnetofono per registrare il comizio sindacale: 35 minuti di grida, spari, sirene di ambulanze e di polizia, «agghiacciante sparatoria, non una guerra, ma una fredda carneficina» scrisse Maria Antonietta Macciocchi, direttrice del settimanale Vie Nuove. Settimanale che decise di pubblicare quella registrazione incidendola su disco, definito da Pier Paolo Pasolini «il più terribile - e anche profondamente bello - che abbia mai sentito. »
Fonti storiche e giornalistiche confermano che alcuni manifestanti cercarono rifugio presso la chiesa di San Francesco(allora in Piazza Cavour) durante gli scontri, ma trovarono le porte chiuse. Ad esempio, un articolo di ReggioSera (2020) descrive che “il parroco tenne chiuse le porte della chiesa di San Francesco togliendo riparo alla folla”. Anche un’intervista raccolta da Il Resto del Carlino (luglio 2025) conferma il fatto: Ettore Farioli, figlio di uno dei caduti, dichiara che chiudere le porte fu “un errore” e sottolinea che "non ci sono arrivate mai le scuse della Curia Reggiana" per quel gesto. 
In assenza di fonti storiche autorevoli contrarie, questi resoconti – basati su testimonianze e cronache locali – rimangono i dati disponibili: i manifestanti trovarono effettivamente la chiesa serrata e non poterono entrare (le porte non furono aperte dall’interno).
Non emergono documenti storici che attestino scuse ufficiali o dichiarazioni di cordoglio della Chiesa cattolica (né locale né nazionale) per i martiri del 7 luglio 1960.

## Funerali
L'Amministrazione comunale organizzò pubbliche esequie, e la camera ardente fu allestita nell'altrio del teatro Municipale, cioè a pochi metri da dove gli operai vennero uccisi, e al funerale, in forma civile e unico per le cinque vittime, parteciparono 150.000 persone, fra le quali molti esponenti politici: oltre a Palmiro Togliatti, segretario generale del PCI, altri parlamentari di vari partiti e padri costituenti come Nilde Iotti e Ferruccio Parri.
I “martiri del 7 luglio” riposano nel cimitero monumentale cittadino, in cinque loculi vicini.

## Processi
Per i fatti di quel pomeriggio si tennero due processi: uno penale, sottratto al giudice naturale per legittima suspicione e celebrato avanti la Corte d'Assise di Milano; e uno civile, intentato dai familiari delle vittime contro il Ministero dell'Interno.
Il processo penale vide alla sbarra insieme 61 dimostranti (resistenza a pubblico ufficiale, oltraggio, danneggiamento) e due rappresentanti delle forze dell'ordine: infatti, il 29 novembre 1962 la Sezione Istruttoria della Corte d'appello di Bologna rinviò a giudizio il vicequestore Giulio Cafari Panico per omicidio colposo plurimo con questa motivazione: "Omettendo per imprudenza, negligenza ed imperizia, di prescrivere le modalità e l'uso delle armi, provocando così, per l'indiscriminato uso delle armi, la morte di quattro persone: Emilio Reverberi, Ovidio Franchi, Lauro Farioli e Marino Serri". Per la quinta vittima, Afro Tondelli, fu invece imputato d'omicidio volontario l'agente Orlando Celani: è il poliziotto fotografato mentre, «con il ginocchio destro a terra in posizione di tiro punta la propria arma», ad altezza d'uomo prendendo la mira verso il punto in cui Tondelli cadde poi colpito a morte, nei giardini pubblici.
La sentenza venne pronunciata tre anni dopo, il 14 luglio 1964: i manifestanti vennero tutti scagionati, per non aver commesso il fatto o per insufficienza di prove o per sopraggiunta amnistia; il vicequestore fu assolto con formula piena, per non aver commesso il fatto, mentre l'agente venne assolto con formula dubitativa. Due anni dopo la Corte d'Assise d'Appello riformò la sentenza assolvendo Celani con formula piena. 
Successivamente gli eredi di Afro Tondelli e Lauro Farioli convennero in giudizio il Ministero dell'Interno per il risarcimento dei danni. Il Tribunale di Bologna, territorialmente competente ex art. 25 del Codice di Procedura Civile, nel 1969 decise ritenendo la responsabilità civile del Ministero, che presentò vari ricorsi, ma nel dicembre 1978 fu definitivamente condannato a pagare 178 milioni di lire di risarcimento ai parenti in quanto responsabile di aver cagionato la morte delle vittime.

## Memoria
Piazza Cavour, dove caddero quattro dei cinque assassinati, è stata rinominata Piazza Martiri del 7 Luglio, e un monumento, posto accanto a quello dei caduti della Resistenza, ricorda le vittime. 
Ogni anno, dal 1961, la città di Reggio con una cerimonia pubblica commemora i morti del 7 luglio 1960 nella piazza a loro intitolata.
Nel 2010 la piazza venne interessata da una radicale riqualificazione e nei punti dove gli operai vennero colpiti a morte sono state poste piccole targhe con il nome del caduto e la data 7 luglio 1960; inoltre, sul lato dell'isolato San Rocco, sono stati piantati cinque platani, uno per ogni manifestante ucciso.. 
Nell'immediatezza dei fatti, il cantautore Fausto Amodei scrisse una canzone tuttora celebre, Per i morti di Reggio Emilia, che vanta interpretazioni memorabili come quelle di Milva e Maria Carta fra le altre. Francesco Guccini ha rilasciato una propria versione della canzone come traccia di apertura dell'album Canzoni da intorto (2022). 
La rivolta di Reggio Emilia viene anche ricordata nell'opera La Divina Mimesis (1975, ma iniziata nel 1963) di Pier Paolo Pasolini, nella quale inserisce due fotografie scattate casualmente durante gli scontri, una di queste apparirà anche sulla copertina del libro in questione. 
La strage del 7 luglio è citata inoltre nel film Don Camillo monsignore... ma non troppo, nel romanzo di Paolo Nori Noi la farem vendetta (2006), nella canzone Bufera del gruppo Giardini di Mirò (2010) e in Piccola Storia Ultras del gruppo musicale reggiano Offlaga Disco Pax (2012).